# Kaşören, Çeltik
Kaşören là một xã thuộc huyện Çeltik, tỉnh Konya, Thổ Nhĩ Kỳ. Dân số thời điểm năm 2011 là 372 người.